# Scafells

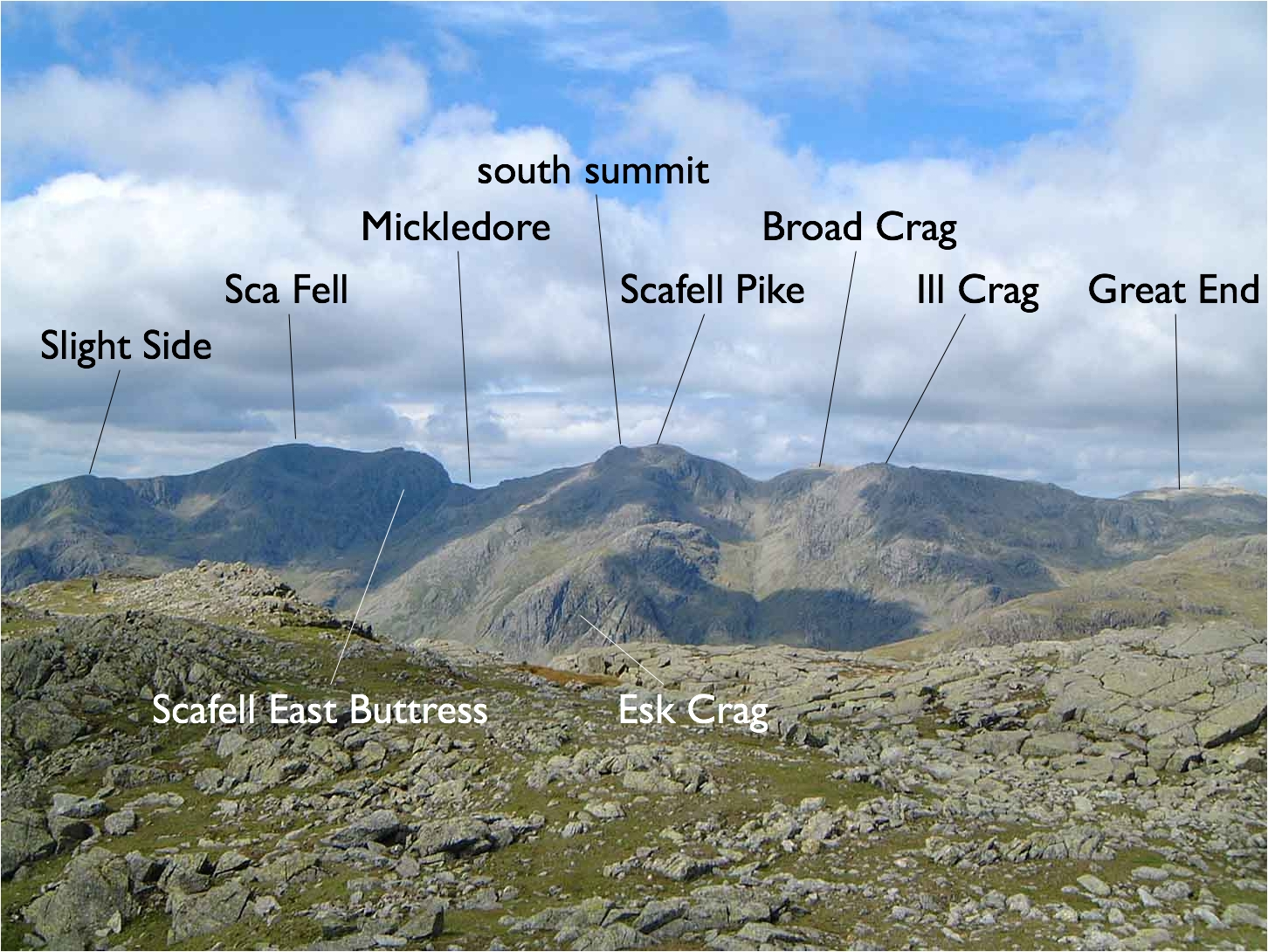
De Scafells gezien vanuit het oosten vanaf Crinkle Crags.

Scafells is een overkoepelende term voor de Scafell (ook gespeld als Sca Fell) en de omliggende bergketen. Het betreft een keten in het westen van het Engelse Lake District, hier behoren de bergen Scafell, Scafell Pike, Broad Crag and Ill Crag toe. Vaak worden Great End, Lingmell en Slight Side er ook nog toe gerekend. Deze heuvels maken deel uit van de Southern Fells.

## Historie
Geologisch gezien is de Scafells een overblijfsel van een dode supervulkaan die zijn laatste uitbarsting in het Ordovicium (ongeveer 488 tot 444 miljoen jaar geleden) heeft gehad. Deze uitbarsting heeft een kracht van VEI-8 gehad. Naast deze dode vulkaan zijn er nog meer in dit gebied aanwezig. De Scafells behoort tot de Borrowdale Volcanic Group.